# 奥诺尔卡河
奥诺尔卡河（俄語：Река Онорка）是俄罗斯萨哈林州斯米尔内赫区的河流，先由南向北流，折转由西向东流，长77公里，流域面积415平方公里，在距河口234公里处注入波罗奈河。

## 引用
1. ↑  М·Г·瓦西科夫斯基. . 列宁格勒: 气象出版社. 1973 （俄语）.
2. ↑  . 国家水登记处.   [2024-01-03]. （原始内容存档于2024-01-03） （俄语）.